# Museu Nacional do Azulejo
Het Museu Nacional do Azulejo is een kunstmuseum in Lissabon, Portugal, gewijd aan de azulejo, het traditionele tegelwerk van Portugal. Het museum is gevestigd in het voormalige Madre de Deus-klooster en bezit een van de grootste keramiek-collecties van de wereld.

## Geschiedenis
Het voormalige klooster van Madre Deus werd opgericht in 1509 door koningin Eleonora van Viseu (1458-1525). In 1965 werd het Museu Nacional do Azulejo opgericht in dit gebouw, in 1980 werd het een nationaal museum.

## Collectie
De collectie van het museum bestaat uit keramische tegels uit de tweede helft van de 15e eeuw tot heden. Naast tegels omvat het keramiek, porselein en faience uit de 19e tot de 20e eeuw. 

### Permanente tentoonstelling
De permanente tentoonstelling begint met een weergave van de materialen en technieken die werden gebruikt voor het vervaardigen van de tegels. Hierna volgt een tentoonstellingsroute met een chronologische volgorde. De tentoonstelling wordt getoond in de kamers van het oude klooster en toont de geschiedenis van het tegelerfgoed in Portugal. Ook de kerk, de kapellen van Sint Antonius en Koningin Eleonora en het koor maken deel uit van deze tentoonstelling.

### Tijdelijke tentoonstelling
Naast de permanente tentoonstelling worden er gedurende bepaalde periodes verschillende andere tentoonstellingen gehouden in het museum.